# 시간의 숲
"시간의 숲"은 2012년에 개봉한 대한민국의 영화이다.

## 캐스팅
- 박용우 : 박용우 역
- 타카기 리나 : 타카기 리나 역